# 오시예크 전투
오시예크 전투(세르보크로아트어: Bitka za Osijek 비트카 자 오시예크[*])는 크로아티아 독립 전쟁 기간 1991년 8월부터 1992년 6월까지 유고슬라비아 인민군(JNA)이 크로아티아의 도시 오시예크에 지속적으로 포격한 교전이다. 포격은 1991년 11월에서 12월에 최고조에 달했다가 1992년 양 교전국이 밴스 계획을 받아들이면서 포격이 점차 감소했다. 하지만 도시 내 목표물을 향한 공습과 인민군 전차 및 보병의 공격이 이어지면서 800명이 사망하고 도시 인구 상당수가 오시예크에서 탈출했다. 크로아티아의 소식통에 따르면 전쟁 기간 오시예크에 포탄 6천발을 포격했다고 추정된다.
1991년 11월 18일 유고 인민군이 부코바르를 점령한 후 유고 인민군의 크로아티아 내 다음 목표지점은 오시예크였다. 세르비아 의용방위군의 지원을 받은 유고 인민군 제12(노비사드)군단 예하 부대는 11월 말에서 12월 초 오시예크 남쪽의 여러 마을을 점령하며 소폭 진격했지만 크로아티아군은 방어선을 유지하며 유고 인민군의 진격을 저지했다.
오시예크 전투 이후 크로아티아 정부는 민간인에 대한 전쟁 범죄 혐의로 유고 인민군 장교 13명을 기소했으나 현재까지 체포된 장교는 아무도 없다. 또한 크로아티아 정부는 오시예크의 전시 방어 사령관이었던 브라니미르 글라바시 등 기타 5명을 1991년 오시예크에서 전쟁범죄를 저지른 혐의로 기소했다. 5명은 유죄 판결을 받아 각각 8~10년형을 선고받았으며 글라바시에 대한 판결은 지연되어 2023년 10월 1심에서 7년형을 선고받았으나 항소하여 2심이 진행중이다.

## 배경
1990년 총선에서 크로아티아 사회주의 공화국 정부가 대패한 이후 민족 긴장이 악화되기 시작했다. 유고슬라비아 인민군(세르보크로아트어: Jugoslovenska Narodna Armija, JNA)은 차후 있을 저항을 최소화하기 위해 크로아티아 영토방위군(TO)의 무기를 전면 압수했다. 1990년 8월 17일 긴장이 고조되며 세르브계 크로아티아인이 전면적으로 반란을 일으켰다. 반란은 세르브인이 많이 거주하는 크닌 인근 달마티아 고원과 리카, 코르둔, 바노비나 지역 일부, 슬라보니아에서 발생했다. 1991년 1월 몬테네그로 사회주의 공화국과 보이보디나, 코소보 메토히야 자치주의 지원을 받은 세르비아는 유고슬라비아 인민군이 크로아티아 보안군을 무장해제하도록 유고슬라비아의 대통령직의 승인을 얻기 위해 두 차례 시도했으나 둘 다 실패로 끝났다.
3월 세르브계 반군과 크로아티아 특수경찰 사이 유혈 충돌이 발생한 후 세르비아와 그 동맹의 지지를 받은 유고 인민군은 연방 대통령직에게 전시 권한을 부여하고 비상사태를 선포해 달라고 요구했다. 이 요구도 1991년 3월 15일 거부되었으며 1991년 여름 들어 유고슬라비아 연방이 붕괴하기 시작하면서 유고 인민군은 세르비아의 대통령인 슬로보단 밀로셰비치 통제 하로 넘어갔다. 3월 말에는 유혈 충돌이 격화되면서 전쟁의 첫 사망자가 발생했다. 이후 유고 인민군은 세르브계 반군을 지원하고 크로아티아 경찰의 개입을 막기 위해 직접 개입하여 병력을 파견했다. 4월 초에는 세르브계 크로아티아인의 지도자들이 자신이 통제하는 지역을 세르비아에 합병하겠다고 발표했다. 크로아티아 정부는 이를 분리독립 시도로 간주했다.

## 전개

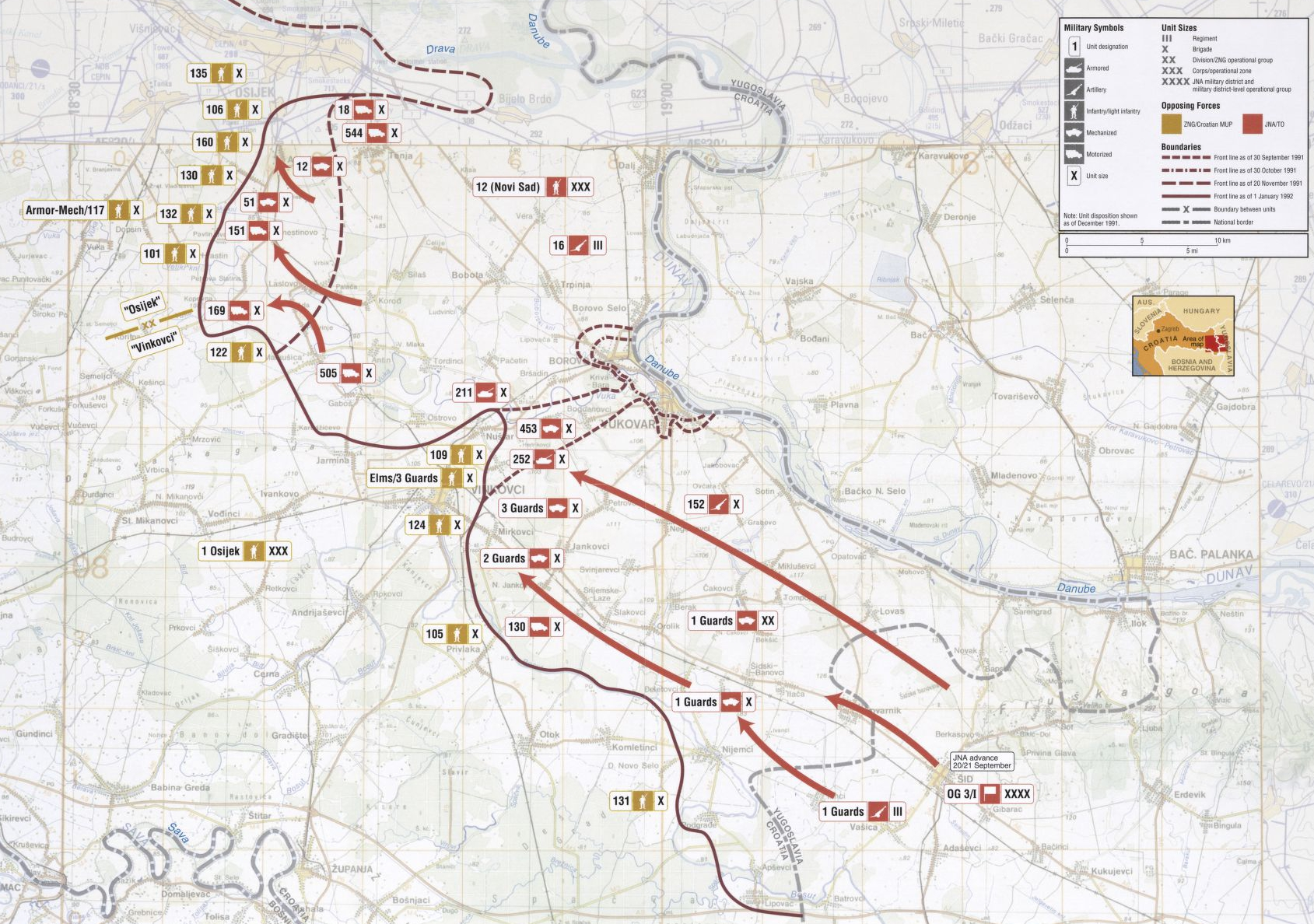
1991년 9월에서 1992년 1월 사이 크로아티아 동부 슬라보니아 지역의 전선 지도. 오시예크는 지도 상단 근처의 돌출부에 있다.

유고 인민군은 1991년 7월 3일 처음으로 크로아티아에 직접 개입해 오시예크 북쪽의 버러녀에서 크로아티아군을 몰아내고, 오시예크 동쪽의 에르두트, 알마시, 달을 점령했다. 진격 이후에는 오시예크, 부코바르, 빈코브치에서 간헐적인 전투가 이어졌다. 여러 지점의 유고 인민군 부대는 오시예크 경계 수백 m 이내까지 접근했다.
오시예크 방면으로 배치된 유고 인민군 부대는 소장 안드리야 비오르체비치 지휘 하의 제12(노비사드)군단이었다. 도시 안에는 제12프롤레타리아 기계화여단과 제12혼성포병연대가 머무르는 막사가 띄엄띄엄 여기저기 있었다. 제12프롤레타리아 기계화여단에는 완전전투준비태세로 유고 인민군이 정비한 소수의 정예대대 하나를 가지고 있다. 유고 인민군이 계획한 나시체와 벨로바르를 향한 서쪽 공세의 출발점으로 오시예크가 선정되었다.
이 지역의 크로아티아군은 공식적으로 카를 고린셰 대령이 지휘하는 오시예크 작전구역사령부가 방어를 맡았다. 하지만 실질적으로는 글라바시 재판 당시 드러난 정보에 따르면 도시의 방어는 오시예크 방위군 수장이었던 브라니미르 글라바시가 지휘했다. 글라바시는 1991년 12월 7일 공식적으로 도시 방어 사령관으로 임명되었다.

### 도시 포격

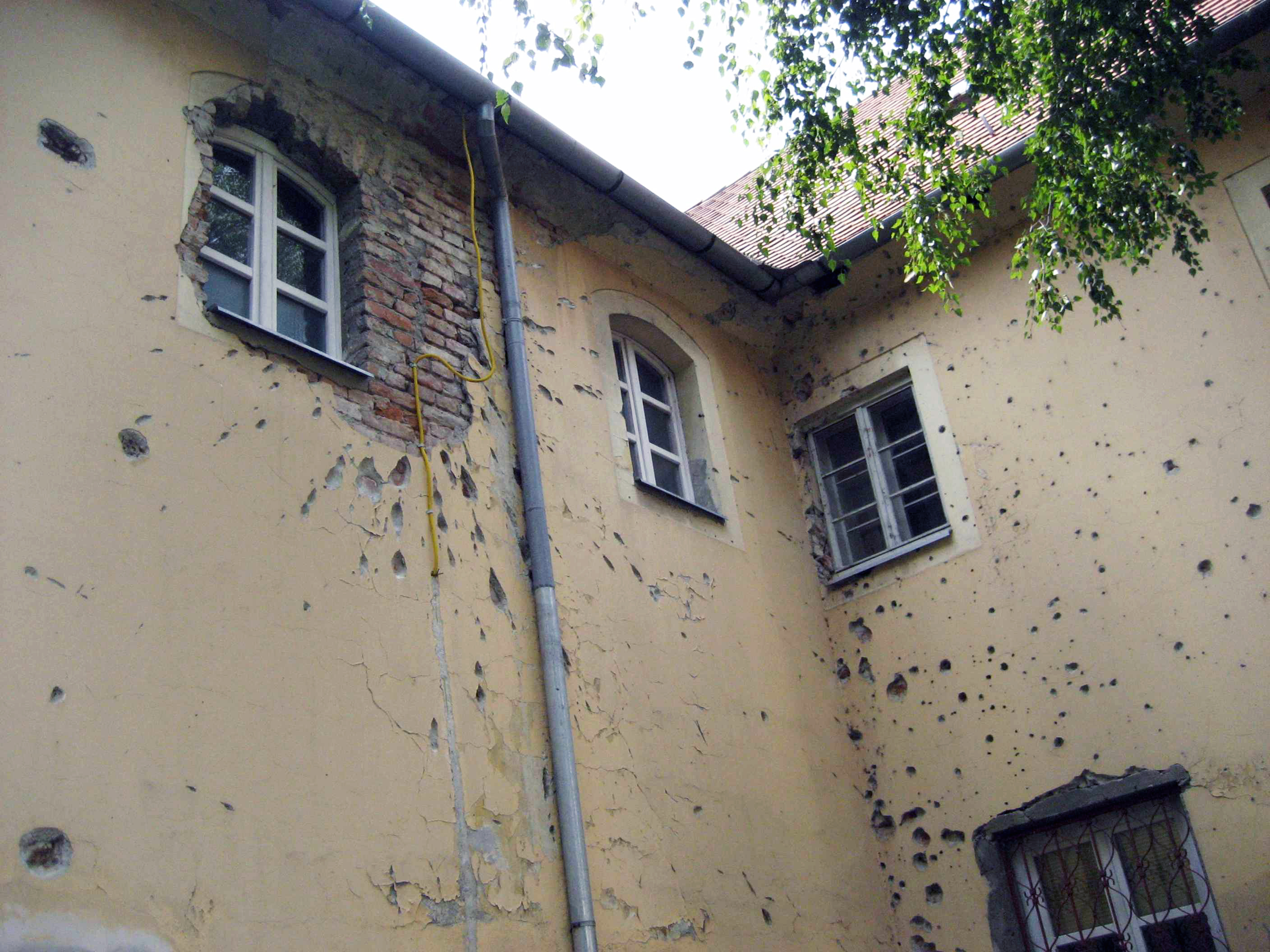
포격을 받아 파괴되었다가 일부 복구된 오시예크의 한 건물 모습

유고 인민군은 1991년 7월 31일부터 처음 박격포로 오시예크를 공격하기 시작했고, 1991년 8월 19일 도시 중심부를 집중적으로 포격했다. 공격은 오시예크 북쪽, 동쪽, 남쪽 방면으로 밀려왔으며 오시예크 내에 주둔한 유고 인민군 수비대의 지원을 받았다. 9월 7일부터 9일까진 도시에서 약 3 km 떨어진 테냐에서 쌍방이 명확하게 우세를 잡지 못한 전투가 펼쳐졌다. 9월 중순에는 유고 인민군 수비대가 크로아티아군에게 포위당했다. 1991년 9월 15일 도심의 막사가 크로아티아군에게 점령된 후 남은 유고 인민군 수비대는 막사를 포위하고 있는 크로아티아군을 돌파하러 시도했고 치열한 전투 끝에 1991년 9월 17일 오시예크 남부의 유고 인민군 진지까지 도달했다. 이후 포격의 강도가 증가해 11월과 12월에 절정에 달했다. 1992년 1월 휴전 협정 체결 이후 밴스 계획의 수락에 따라 집중적 포격이 중단되고 간헐적으로 포격이 날라오다가 1992년 6월에 완전 중단되었다.
포격이 한창이었을 당시 그 정도는 분당 1발 꼴로 보고되었으며 포격은 유고슬라비아 공군의 공습으로 더욱 악화되었다. 크로아티아 측 주장에 따르면 이 기간 오시예크를 향해 총 6천발의 포격이 날라왔다. 포격 시작 이전에 오시예크 지역의 민간인 인구는 도시만 따지면 104,761명이고 외곽 지방 자치체까지 합치면 129,792명에 달했다. 하지만 민간인이 전투를 피해 도망치면서 도시 인구는 급격히 감소했다. 11월 말 들어서는 도시 인구의 1/3 정도만 도시에 남아 있었으며 일부 출처에서는 추정치를 더욱 낮춰 포격이 가장 심했던 기간에는 도시의 인구가 1만명이 채 안되었다고 추정한다. 전투 기간 오시예크에 남아 있던 사람들은 보통 대피소 내에서 잠을 청했다.

### 지상 공세
11월 18일 유고 인민군이 부코바르를 점령한 이후 세르비아 내무부가 훈련시킨 준군사조직인 세르비아 의용방위군의 지원을 받은 유고 인민군 제12(노비사드)군단은 11월 20일 빈코브치와 오시예크 사이 서쪽으로 진격하기 시작했다. 오시예크는 유고 인민군의 다음 목표물로 보였고 나중에 유고 인민군 제1군구 사령관인 지보타 파니치는 이를 확언했다.
1991년 11월 21일 유고 인민군은 오시예크에서 남쪽으로 약 10 km 떨어진 스타리셀레시, 노비셀레시, 에르네스티노보 마을을 점령했다. 3일 후에는 에르네스티노보에서 남쪽으로 약 5 km 떨어진 라슬로보도 점령되었다. 이 진격은 자코보를 위협했고 오시예크를 포위할 가능성을 보였다. 1991년 12월 4일 유엔 사무총장의 특사인 사이러스 밴스가 피해 조사를 위해 오시예크를 방문했다.
12월 초 들어 유고 인민군이 가장 깊게 진격하며 12월 5일에는 오시예크에서 남쪽으로 6 km 떨어진 안투노바츠를 점령했다. 같은 날 유고 인민군 기갑부대는 오시예크에서 동쪽으로 약 2 km 떨어진 네메틴 인근 로시냐차 숲에서 크로아티아 제106여단이 지키는 진지를 확보하는 데 실패했다. 12월 6일 유고 인민군은 테냐에서 크로아티아군을 밀어냈고 다음 날인 12월 7일에는 유고 인민군이 오시예크를 집중 공격했으나 크로아티아 육군(HV)이 이 공격을 격퇴했다. 12월 11일 크로아티아 육군 부대원이 에르네스티노보에서 서쪽으로 3 km도 떨어져 있지 않은 최전선 마을인 파울린드보르에 진입하여 민간인 19명(세르브인 18명과 헝가리인 1명)을 즉결처형했다. 유고 인민군은 5일 후인 12월 16일 파울린드보르를 점령하고 오시예크를 다시 한 번 공격했다. 크로아티아 육군은 이 공세를 막아냈으나 오시예크 남쪽에서의 공격은 1992년 1월까지 계속되었다.

### 악마의 빛줄기 작전
오시예크 북쪽으로 진격한 유고 인민군은 도시 북쪽 가장자리를 가로지르는 드라바강 사이 작은 크로아티아군의 교두보를 위협했다. 12월 중순이 되자 크로아티아의 교두보는 오시예크 맞은편의 시골 마을인 포드라블레와 트브르자비차를 아우르는 영역으로 축소되었다. 이 위협을 제거하기 위해 크로아티아 육군은 12월 17일에서 18일 사이 암호명 "악마의 빛줄기 작전"(크로아티아어: Operacija Đavolja greda)이라는 공세를 시작했다. 이 공세에는 제135여단 제1대대, 특수부대 프란코판 대대 일부, 오시예크에 본부를 둔 오라오 특수경찰부대, 드라바강 소함대, 제106여단 포병대, 제4벨리마나스티르 경찰대원 등이 진행했으며 오시예크에서 북쪽으로 약 4 km 떨어진 스타라드라바 우각호를 가로질러 유고 인민군을 북쪽으로 밀어내는 데 성공했다. 유고 인민군은 코파체보 마을에서 다르다와 바르다라츠로 철수했지만 크로아티아 육군은 이 성과를 더욱 확대할 충분한 자원이 없었다. 크로아티아 육군은 공세 과정에서 8명이 사망했고, 공세로 유고 인민군의 북쪽 방향 오시예크 공세가 저지되었다.

## 여파
1992년 6월까지 약 800명이 포격으로 사망했다. 1995년 크로아티아 독립 전쟁 종결시까지 오시예크에서는 군인 1,327명과 민간인 397명을 포함해 총 1,724명이 사망했다. 도시 자체는 전쟁 중 큰 피해를 입었으며 대부분의 직접적인 피해는 1991~1992년 사이 포격이었다. 도시가 입은 직접적인 피해는 총 미화 13억 달러로 추산되었다. 포격 기간 약 400명의 자원봉사자가 발생한 피해를 꼼꼼하게 기록했다.
언론은 오시예크의 포격에 대해 보도했지만 오시예크에 있던 언론인들은 크로아티아의 다른 전시 사건에 비해 언론 보도 수준이 지나치게 적게 되었다고 비판했다. 오시예크를 향한 공격은 세르비아 정교회 측이 발간하는 신문인 《프라보슬라블레》에서 큰 찬사를 보내며 보도했는데 이 언론은 오시예크 공격을 제2차 세계 대전 시기 학살 사태와 크로아티아 독립국의 강제수용소라는 맥락에 비추어 정교회의 거룩한 "종교전쟁"이라고 보도했다.
유고 인민군은 1992년 크로아티아에서 철수했지만 세르비아 크라이나 공화국군(ARSK)에 인력과 장비를 계속 넘겨주며 이전에 유고 인민군이 장악했던 지역을 그대로 점령했다. 밴스 계획에 따라 유엔보호군이 분쟁 지역에 배치되어 크라이나 공화국군이 보유한 대부분의 중화기는 그대로 창고 안으로 들어갔지만 전쟁 기간 내내 오시예크는 간헐적으로 포격을 받았으며 마지막 포격은 1995년 9월에 일어났다. 적대 행위는 1995년 11월 슬라보니아 지역의 크로아티아 통치를 인정하는 에르두트 협정이 서명되며 중단되었다.
2010년 11월에는 세르비아의 대통령 보리스 타디치가 부코바르 학살에 대해 사과한 직후 당시 크로아티아의 대통령 이보 요시포비치도 파울린드보르 학살에 대해 공식적으로 사과했다.

### 전범 재판
2008년 크로아티아 정부는 유고 인민군의 제12프롤레타리아기계화여단 사령관인 보로 이바노비치 대령과 기타 12명의 유고 인민군 장교를 민간인을 향한 전쟁 범죄를 행한 혐의로 기소했다. 이들은 오시예크와 인근 지역에서 307명의 민간인을 살해하고 171명의 민간인에게 부상을 입혔으며 최소 1,188채의 구조물을 파괴한 혐의를 받았다. 2013년 기준 12명의 모든 장교는 세르비아 내 거주하고 있으며 체포되지 않았다.
2005년 오시예크 지방법원은 전 크로아티아 군인 니콜라 이반코비치를 파울린드보르에서의 학살 혐의로 유죄 판결을 내리고 징역 15년형을 선고했다. 2012년에는 에네스 비테스코비치도 민간인에 대한 잔학 행위에 연루된 혐의로 유죄 판결을 받고 11년형을 선고받았다.
전후 크로아티아 군인 5명이 1991년 9월 15일 항복한 오시예크의 유고 인민군 막사 내에서 발견된 민간인 11명 살인, 1명 살인 미수, 1건의 고문 혐의로 기소되어 유죄 판결을 받았다. 이들은 각각 5년형에서 8년형 사이를 선고받았다. 같은 범죄 혐의로 기소되었던 글라바시는 10년형을 선고받았다. 2009년 유죄 판결이 확정되기 전 글라바시는 범죄인 인도를 피하기 위해 시민권을 가지고 있던 보스니아 헤르체고비나로 도피했다. 글라바시는 8년형으로 감형되었고 2010년 보스니아 헤르체고비나 내에서 체포되어 수감되며 최종적으로 유죄가 확정되었다. 2015년 1월 크로아티아 헌법재판소가 절차상 하자의 이유로 크로아티아 대법원에서 내린 판결을 취소했다. 5년 복역 후 출소한 글라바시는 재심을 위해 대법원으로 다시 보내졌고 2016년 7월 대법원도 판결을 파기하고 재심을 명령했다.
2021년 재심재판이 시작되었고 글라바시는 부하 3명과 함께 다시 재판을 받았다. 2023년 10월 나온 1심 판결에서 유죄 판결로 징역 7년형을 선고받았다.

## 참고 문헌
서적
- Ahrens, Geert-Hinrich (2007). 《Diplomacy on the Edge: Containment of Ethnic Conflict and the Minorities Working Group of the Conferences on Yugoslavia》. Washington, D.C.: Woodrow Wilson Center Press. ISBN 978-0-8018-8557-0.
- Armatta, Judith (2010). 《Twilight of Impunity: The War Crimes Trial of Slobodan Milosevic》. Durham, North Carolina: Duke University Press. ISBN 978-0-8223-4746-0.
- Bailey, Jonathan B. A. (2004). 《Field Artillery and Firepower》. Annapolis, Maryland: Naval Institute Press. ISBN 978-1-59114-029-0.
- Central Intelligence Agency, Office of Russian and European Analysis (2002). 《Balkan Battlegrounds: A Military History of the Yugoslav Conflict, 1990–1995》. Washington, D.C.: Central Intelligence Agency. ISBN 978-0-16-066472-4. OCLC 50396958.
- Central Intelligence Agency, Office of Russian and European Analysis (2002). 《Balkan battlegrounds: a military history of the Yugoslav conflict, 1990–1995, Volume 2》. Washington, D.C.: Central Intelligence Agency. ISBN 978-0-16-066472-4.
- Hoare, Marko Attila (2010). 〈The War of Yugoslav Succession〉.   Ramet, Sabrina P. 《Central and Southeast European Politics Since 1989》. Cambridge, England: Cambridge University Press. 111–136쪽. ISBN 978-1-139-48750-4.
- Libal, Michael (1997). 《Limits of Persuasion: Germany and the Yugoslav Crisis, 1991–1992》. Westport, Connecticut: Greenwood Publishing Group. ISBN 978-0-275-95798-8.
- Mesić, Stjepan (2004). 《The Demise of Yugoslavia: A Political Memoir》. Budapest, Hungary: Central European University Press. ISBN 978-963-9241-81-7.
- Ramet, Sabrina P.; Matić, Davorka (2007). 《Democratic Transition in Croatia: Value Transformation, Education & Media》. College Station, Texas: Texas A&M University Press. ISBN 978-1-58544-587-5.
- Jegen, Mary Evelyn (1996). 《Sign of Hope: the Center for Peace, Nonviolence and Human Rights in Osijek》. Uppsala, Sweden: Life & Peace Institute. ISBN 978-91-87748-34-9.
- Macdonald, David Bruce (2002). 《Balkan Holocausts?: Serbian and Croatian Victim Centered Propaganda and the War in Yugoslavia》. Manchester, England: Manchester University Press. ISBN 978-0-7190-6467-8.
- Mercier, Michèle (1995). 《Crimes Without Punishment: Humanitarian Action in Former Yugoslavia》. Basingstoke, England: Palgrave Macmillan. ISBN 978-0-7453-1080-0.
- Ramet, Sabrina P. (2006). 《The Three Yugoslavias: State-Building And Legitimation, 1918–2006》. Bloomington, Indiana: Indiana University Press. ISBN 978-0-253-34656-8.
- Ramsbotham, Oliver; Miall, Hugh; Woodhouse, Tom (2011). 《Contemporary Conflict Resolution》. Cambridge, England: Polity. ISBN 978-0-7456-4973-3.
- Sell, Louis (2002). 《Slobodan Milosevic and the Destruction of Yugoslavia》. Durham, North Carolina: Duke University Press. ISBN 978-0-8223-3223-7.
- Woodward, Susan L. (1995). 《Balkan Tragedy: Chaos and Dissolution after the Cold War》. Washington, D.C.: Brookings Institution Press. ISBN 9780815722953.

저널 논문
- Andraković, Verica; Jukić, Marijan (December 2009). “Dinamika stanovništva grada Osijeka od 1857. do 2001. godine” [Population dynamics in the city of Osijek from 1857 till 2001]. 《Annals of the Institute for Scientific and Art Research in Osijek》 (크로아티아어) (Croatian Academy of Sciences and Arts) (25): 23–45. ISSN 1332-456X.
- Marijan, Davor (December 2003). “"Jedinstvo" – Posljednji ustroj JNA” ["Unity" – The last order of battle of the JNA]. 《Polemos: Journal of Interdisciplinary Research on War and Peace》 (크로아티아어) (Croatian Sociological Association and Jesenski & Turk Publishing House) 6 (11–12): 11–47. ISSN 1331-5595.
- Marijan, Davor (May 2012). “The Sarajevo Ceasefire – Realism or strategic error by the Croatian leadership?”. 《Review of Croatian History》 (Croatian Institute of History) 7 (1): 103–123. ISSN 1845-4380.
- Marijan, Davor (November 2012). “Zamisao i propast napadne operacije Jugoslavenske narodne armije na Hrvatsku u rujnu 1991. godine” [The Conception and Failure of the Offensive Operation of the Yugoslav National Army in September 1991]. 《Journal of Contemporary History》 (크로아티아어) (Croatian Institute of History) 44 (2): 251–275. ISSN 0590-9597.
- Pavičić, Marta (December 2009). “Ratne štete kao posljedica Domovinskog rata i njihov utjecaj na razvoj Osijeka” [War damage as a consequence of the Croatian War of Independence and its impact on development of Osijek]. 《Annals of the Institute for Scientific and Art Research in Osijek》 (크로아티아어) (Croatian Academy of Sciences and Arts) (25): 149–164. ISSN 1332-456X.

뉴스 르포
- Alilović, Saša (2014년 12월 18일). “23. godine od Đavolje grede” [23 Years Since Devil's Beam] (크로아티아어). Radio Baranja. 2020년 11월 11일에 원본 문서에서 보존된 문서. 2015년 3월 15일에 확인함.
- Bajto, Amoreta (2011년 12월 18일). “Đavolja greda” [Devil's Beam] (크로아티아어). Croatian Radiotelevision.
- “Serb leader Tadic apologises for 1991 Vukovar massacre”. BBC. 2010년 11월 4일.
- “21 years since massacre of civilians in Croatia”. B92. 2012년 12월 11일.
- Bajto, Amoreta (2012년 6월 28일). “Dan osječkih branitelja: "Opća opasnost" večeras” [Day of the defenders of Osijek: "Opća opasnost" in the city tonight] (크로아티아어). Croatian Radiotelevision. 2013년 11월 30일에 원본 문서에서 보존된 문서. 2013년 7월 11일에 확인함.
- “Optužnica protiv 13 oficira JNA zbog razaranja Osijeka” [Charges against 13 JNA officers for destruction of Osijek]. 《Blic》 (세르비아어). Tanjug. 2008년 11월 17일. 2013년 11월 30일에 원본 문서에서 보존된 문서.
- Čizmić, Martina (2010년 9월 28일). “Branimir Glavaš uhićen i odveden u pritvor u Drinovcima” [Branimir Glavaš arrested and in custody in Drinovci]. 《Nacional》 (크로아티아어). 2010년 10월 1일에 원본 문서에서 보존된 문서.
- Cvitić, Plamenko (2006년 10월 24일). “Srbe ubijala somborska skupina” [Serbs were killed by the Sombor Group]. 《Nacional》 (크로아티아어). 2012년 1월 22일에 원본 문서에서 보존된 문서.
- Đuričić, Vuk (2006년 10월 26일). “Smrt je stizala crvenim Yugom” [Death arrived in a red Yugo]. 《Slobodna Dalmacija》 (크로아티아어). 2013년 11월 30일에 원본 문서에서 보존된 문서.
- Đuričić, Vuk (2003년 11월 8일). “Transport kostiju” [Bone Transport]. 《Slobodna Dalmacija》 (크로아티아어). 2013년 11월 30일에 원본 문서에서 보존된 문서.
- Engelberg, Stephen (1991년 3월 3일). “Belgrade Sends Troops to Croatia Town”. 《The New York Times》. 2013년 10월 2일에 원본 문서에서 보존된 문서.
- Fraser, John (1991년 12월 17일). “EC Agrees a Compromise Deal over Yugoslavia: Pressure from Bonn Speeds up Support for Breakaway Regions”. 《The Herald (Glasgow)》.
- Harden, Blaine (1991년 9월 6일). “Besieged Croatian City Groans Under Shelling; Serb Guerrillas Press Attack on Osijek”. 《The Washington Post》. 2012년 11월 6일에 원본 문서에서 보존된 문서. 2011년 7월 18일에 확인함.
- Janić, Adelina (2012년 12월 17일). “Obilježena 21. obljetnica akcije "Đavolja greda"” [21st Anniversary of Operation Devil's Beam Marked] (크로아티아어). Baranja Medija. 2015년 3월 15일에 원본 문서에서 보존된 문서. 2015년 3월 15일에 확인함.
- Jurasić, Marinko (2015년 1월 12일). “Ustavni sud ukinuo osuđujuću presudu Vrhovnog suda Branimiru Glavašu” [Constitutional Court Sets Aside Supreme Court Conviction of Branimir Glavaš]. 《Večernji list》 (크로아티아어).
- “HDSSB se neće odreći zločinca” [HDSSB will not give up the criminal]. 《Nacional》 (크로아티아어). HINA. 2012년 4월 27일. 2013년 10월 13일에 원본 문서에서 보존된 문서.
- Pejić, Darko (2014년 12월 19일). “Prisjećanje na uspješnu akciju Đavolja greda” [Commemoration of Successful Operation Devil's Beam]. 《Glas Slavonije》 (크로아티아어).
- Rački-Kristić, Željka (2011년 11월 16일). “HNK gorio pod granatama. "Gledali smo u zgradu kao u pokojnika"” [Croatian National Theatre burned in bombardment. "We stared at the building as if it just died"]. 《Večernji list》 (크로아티아어). 2013년 11월 30일에 원본 문서에서 보존된 문서.
- “Roads Sealed as Yugoslav Unrest Mounts”. 《The New York Times》. Reuters. 1990년 8월 19일. 2013년 9월 21일에 원본 문서에서 보존된 문서.
- “Skidamo prašinu: Vojno-redarstvena akcija Đavolja greda” [Removing Dust From: Military and Police Operation Devil's Beam] (크로아티아어). SIB.hr portal. 2013년 12월 23일. 2015년 4월 2일에 원본 문서에서 보존된 문서. 2024년 3월 27일에 확인함.
- “Scattered Shelling Mars Latest Yugoslav Cease-Fire”. 《Los Angeles Times》. Associated Press. 1991년 11월 26일. 2012년 11월 5일에 원본 문서에서 보존된 문서.
- Silber, Laura (1991년 12월 4일). “Vance Inspects Damage in Besieged Croatian City”. 《The Washington Post》. 2012년 11월 6일에 원본 문서에서 보존된 문서. 2011년 7월 18일에 확인함.
- Sudetic, Chuck (1991년 4월 2일). “Rebel Serbs Complicate Rift on Yugoslav Unity”. 《The New York Times》. 2013년 10월 2일에 원본 문서에서 보존된 문서.
- Šimičević, Hrvoje (2009년 5월 8일). “Glavaš osuđen na 10 godina zatvora, Šišljagić i HDSSB ga skrivaju” [Glavaš sentenced to 10 years in prison, Šišljagić and HDSSB shelter him]. 《Nacional》 (크로아티아어). 2009년 5월 11일에 원본 문서에서 보존된 문서.
- Švarm, Filip (2006년 9월 7일). “Dete Službe” [Service Issue]. 《Vreme》 (세르비아어). 2012년 2월 6일에 원본 문서에서 보존된 문서.
- “Vance Reportedly Makes Gains on Peacekeepers for Croatia”. 《Los Angeles Times》. Associated Press. 1991년 12월 9일.
- Vukotić, Mirko (2012년 12월 6일). “Hrvatska ne može, neće i ne smije zaboraviti svoje junake, rekao je ministar” [Croatia can not, will not and must not forget its heroes, said the minister]. 《Glas Slavonije》 (크로아티아어). 2013년 11월 30일에 원본 문서에서 보존된 문서.
- Zelenić, Ksenija (2014년 12월 18일). “Godišnjica akcije "Đavolja greda"” [Anniversary of Operation Devil's Beam] (크로아티아어). Croatian Radiotelevision. 2022년 1월 24일에 원본 문서에서 보존된 문서. 2015년 3월 15일에 확인함.

## 추가 읽기
- Blaskovich, Jerry (1997). 《Anatomy of Deceit: An American Physician's First-Hand Encounter With the Realities of the War in Croatia》. Sonoma, California: Dunhill Publishing. ISBN 978-0-935016-24-6. – Chapter 6: The Devastation of Osijek and the Smoldering Ashes of Vukovar